# 小行星7905
小行星7905（7905 Juzoitami）是一颗围绕太阳公转的小行星。1997年7月24日，中村彰正在久万高原町发现了此天体。
該小行星以日本電影導演伊丹十三命名。
这颗小行星的绝对星等为292.3987445694433等。